# بدیرقلعه
بدیرقلعه (به ترکی آذربایجانی: Bədirqala) یک منطقه مسکونی در جمهوری آذربایجان است که در شهرستان قوسار واقع شده است. بدیرقلعه ۷۶۵ نفر جمعیت دارد.